# 維多利亞3
《維多利亞3》是由Paradox Development Studio開發、Paradox Interactive發行的一款戰略遊戲，前作为2010年發行的《维多利亚II》。游戏在2021年5月21日的PDXCON: Remixed上正式公佈項目后，於2022年10月25日在Microsoft Windows、macOS和Linux平台發佈，預售分為豪華版和標準版，可前往中文官網訂閱獲得齊柏林飛艇兵模。相比《鋼鐵雄心4》，遊戲與Linux相容較差。

## 遊戲玩法
《維多利亞3》的時間跨度為1836年至1936年，允許玩家控制該時期中的大部分國家。遊戲將聚焦于政治、經濟和人口，主要遊玩目標是吸引和安抚人口集團（Pops）——具有不同共同利益的集團。不同的人口集團將具有不同的利益需求和政治傾向，玩家將要與各種各樣不同的人口集團打交道。軍事上的操作比前作大為削減，但新增了類似《歐陸風雲4》，可御駕親征的國家領導人。科技樹變為類似《歐陸風雲4》的任務樹和《鋼鐵雄心4》的國策樹，而惡名對玩家的限制相比前作也縮小了。遊戲內使用黃金儲備作為遊戲中貨幣的基礎，但主要經濟指標使用联合国国民经济核算体系，而不是物料平衡体系。遊戲相比前作新增了市場範圍的內容，可以和平廢除君主制。技術的推廣使用則類似於《歐陸風雲4》的軍事更新換代機制。本作可以整合附庸國，可以整合部分地區，相比前作增加了成就系統，移除了歧視性的開化系統並將其轉為承認系統。

## 开发
Martin "Wiz" Anward担任了该游戏的开发总监。

### 可下载内容
| 2023 | 人民之声 |
| 2023 | 南方巨人 |
| 2024 | 势力范围 |

| 名称     | 随附补丁              | 类型   | 发布日期       | 描述 |
| -------- | --------------------- | ------ | -------------- | --- |
| 人民之声 | 1.3 "Thé à la menthe" | 沉浸包 | 2023年5月22日  | 人民之声引入了“历史煽动者”系统，并通过新的机制和基于其历史的决策重塑了法国。                                 |
| 南方巨人 | 1.5 "Chimarrão"       | 地区包 | 2023年11月14日 | 南方巨人增加了与南美相关的独特事件和机制。                                                                   |
| 势力范围 | 1.7                   | 扩展包 | 2024年6月24日  | 势力范围增加了外交游戏的深度和沉浸感，重点是形成保护区域利益的权力集团，投资外国经济，以及干涉附属国的政治。 |

## 评价
| 汇总媒体   | 得分   |
| ---------- | ------ |
| Metacritic | 83/100 |

| 媒体         | 得分   |
| ------------ | ------ |
| Destructoid  | 9.5/10 |
| Eurogamer    | 推荐   |
| IGN          | 8/10   |
| PC Gamer美国 | 84/100 |
| PCGamesN     | 8/10   |

根据评论汇总网站Metacritic，《维多利亚3》获得了“普遍好评”。
Destructoid喜欢新的教程，认为它直观地教会了玩家游戏机制和“几乎所有你在维多利亚中会接触到的概念”。
《PC Gamer》称赞了新的经济系统，表示它引导玩家使用现实世界的策略，并补充道：“你可以在几年内扩大赤字，然后建立储备，或者在打世界大战时几乎破产，然后进入数年的紧缩恢复期。”
IGN批评了《维多利亚3》的新战争机制，指出：“我尊重《维多利亚3》不专注于战争的决定[...]但这可能会导致武装冲突变得非常麻烦并且令人困惑。”
PCGamesN喜欢改进的殖民系统，指出：“《维多利亚3》的可殖民地区由土著人民控制[...]这允许被殖民的人获得独立，然后作为主权国家继续游戏。”
Eurogamer认为经济机制阻止玩家囤积过多的钱，使得游戏后期更加有趣。他们写道：“《维多利亚3》中的经济基于金本位制，如果你的黄金储备过高，会使你的货币贬值。因此，你需要找到花钱或暂时损失钱的方法，例如增加建设，减少税收，或在战争中花费大量金钱。”
Kotaku不喜欢经济微操，称“一旦游戏的游玩流程变得按部就班，就会开始变得有点乏味。”

### 荣誉
| 年份 | 奖项      | 类别              | 结果 | 参考   |
| ---- | --------- | ----------------- | ---- | ------ |
| 2022 | 游戏大奖  | 最佳模拟/策略游戏 | 提名 | [ 21 ] |
| 2022 | Steam大奖 | 最差劲的最佳游戏  | 提名 | [ 22 ] |

## 軼事
由於自系列中上一世代的遊戲已過了11年，而Paradox公司卻遲遲沒有續作的消息（2021年5月22日之前），因此這遊戲在社群上已成為了網絡迷因，許多人開玩笑説這遊戲永遠不會面世。
遊戲在發售前出現了測試員偷跑Windows版本，並且已經有大量各色偷跑版mod存在，玩家對此反響激烈，偷跑版與受官方邀請的主播試玩正式版差別極大，Paradox Interactive對偷跑事件表示惋惜。

## 來源
1. ↑  Fahey, Mike. . Kotaku. 2021-05-21  [2021-12-12]. （原始内容存档于2021-05-22） （美国英语）.
2. ↑  . Paradox Interactive Forums.   [2021-05-22]. （原始内容存档于2021-05-22） （美国英语）.
3. ↑  Andersson, Mikael. .  與Matt Wales的访谈. 2021-05-21  [2022-10-27]. （原始内容存档于2021-12-12）.
4. ↑  Kleffmann, Marcel. . 4Players. 2021-05-21  [2021-12-13]. （原始内容存档于2021-05-22） （德语）.
5. ↑  Bassil, Matt. . Wargamer. 2022-08-30  [2022-08-30]. （原始内容存档于2022-11-24） （美国英语）.
6. ↑  . Victoria 3.   [2021-05-22]. （原始内容存档于2021-06-17） （英语）.
7. ↑  Paradox Interactive. . Steam. Paradox Interactive.   [2022-10-24]. （原始内容存档于2021-05-21）.
8. ↑  Victoria 3. . ProtonDB. ProtonDB.   [2022-10-27]. （原始内容存档于2022-12-02）.
9. ↑  . www.paradoxplaza.com.   [2021-05-22] （英语）.[]
10. ↑  Brown, Fraser. . PC Gamer. 2021-05-21  [2021-05-22]. （原始内容存档于2021-05-21） （美国英语）.
11. ↑  . PCGamesN. 2023-04-20  [2024-05-24]. （原始内容存档于2024-10-08） （英国英语）.
12. ↑  . PCGamesN. 2023-10-25  [2024-05-24]. （原始内容存档于2024-10-07） （英国英语）.
13. ↑  Stanton, Rich. . PCGamesN. 2023-05-22  [2024-05-24]. （原始内容存档于2024-10-07） （英国英语）.
14. 1 2  . Metacritic.   [2022-10-31]. （原始内容存档于2024-06-20）.
15. 1 2  Marzano, Anthony. . Destructoid. 2022-10-24  [2022-10-31]. （原始内容存档于2023-03-15） （加拿大英语）.
16. 1 2  Lane, Rick. . Eurogamer. 2022-10-24  [2022-10-31]. （原始内容存档于2023-03-15） （英国英语）.
17. 1 2  Hafer, Leana. . IGN. 2022-10-24  [2022-10-31]. （原始内容存档于2023-03-15） （英语）.
18. 1 2  Bolding, Jonathan. . PCGamer. 2022-10-24  [2022-10-31]. （原始内容存档于2023-03-15） （英语）.
19. 1 2  Boudreau, Ian. . PCGamesN. 2022-10-24  [2022-10-31]. （原始内容存档于2023-03-15） （英国英语）.
20. ↑  . Kotaku. 2022-10-24  [2022-11-03]. （原始内容存档于2022-11-04） （英语）.
21. ↑  . The Game Awards.   [2022-12-09]. （原始内容存档于2024-03-27）.
22. ↑  . Steam.   [2023-01-02]. （原始内容存档于2021-01-24） （英语）.
23. ↑  . PCGamesN.   [2021-05-22]. （原始内容存档于2021-05-21） （英国英语）.
24. ↑  菠蘿柚王子. . YouTube. BiliBili.   [2022-10-24]. （原始内容存档于2022-11-12）.
25. ↑  Wizzington. . Paradox Forum. Paradox Forum.   [2022-10-24]. （原始内容存档于2022-04-29）.

## 外部鏈接
- 官方網站 （页面存档备份，存于）
- 公佈頁面 （页面存档备份，存于）